# Dicranomyia (Dicranomyia) goritiensis
Dicranomyia (Dicranomyia) goritiensis is een tweevleugelige uit de familie steltmuggen (Limoniidae). De soort komt voor in het Palearctisch gebied.